# 川口市立上青木中学校
川口市立上青木中学校（かわぐちしりつ かみあおきちゅうがっこう）は、埼玉県川口市上青木にある公立中学校。通称「上青木中」（かみあおきちゅう）、「上中」（かみちゅう）。

## 教育方針
- 信頼とやさしさ
- 凡事徹底
- NO STEP NO leap

## 部活動

### 運動部
- バレーボール部
- テニス部
- 剣道部
- 卓球部
- 野球部
- 水泳部
- サッカー部
- バスケットボール部
- 陸上部
- 駅伝部
- 柔道部
- 相撲部

### 文化部
- 吹奏楽部
- 科学部
- 美術部
- 書道部
- 家庭科部
- コンピュータ部

## 沿革
- 1953年4月1日 - 川口市立北中学校の分教場として発足
- 1955年4月1日 - 川口市立上青木中学校新設
- 1957年9月29日 - 校章校旗制定
- 1958年3月3日 - 校歌制定（作詞：下山つとむ、作曲：土肥泰）
- 1958年8月2日 - プール竣工式
- 1959年3月11日 - 校舎第2期工事（旧南校舎）
- 1962年4月30日 - 北校舎竣工（1・2階）
- 1971年5月30日 - 北校舎増築完成（3階）
- 1974年7月4日 - 東校舎（特別教室）
- 1977年3月7日 - 新プール竣工
- 1979年8月27日 - 北校舎2・3階改装
- 1984年2月29日 - 特別棟（柔剣道場）竣工
- 1991年8月27日 - コンピュータ室完成
- 1994年3月23日 - 視聴覚室完成
- 2004年11月10日 - 正門改修

## 出身有名人
- 長谷川俊輔（クマムシ）